# ورزشگاه اروه آسیتو
ورزشگاه اروه آسیتو (هلندی: Erve Asito) یا ورزشگاه پولمَن یک ورزشگاه فوتبال در شهر آلملو، هلند است.  این ورزشگاه که در سال ۱۹۹۹ تأسیس شده ۱۲٬۰۸۰ نفر ظرفیت دارد و ورزشگاه خانگی باشگاه فوتبال هراکس آلملو محسوب می‌شود.

## نگارخانه

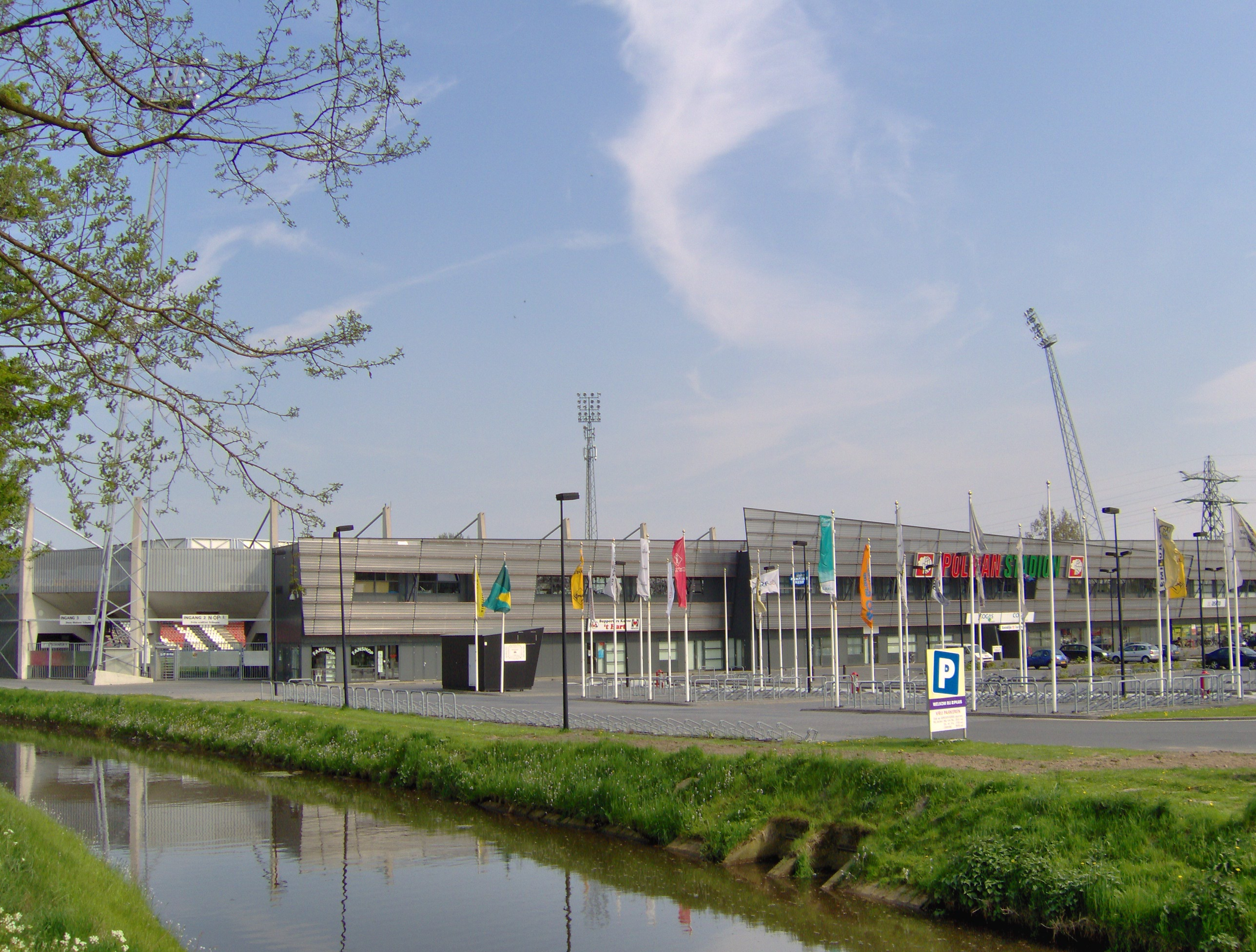
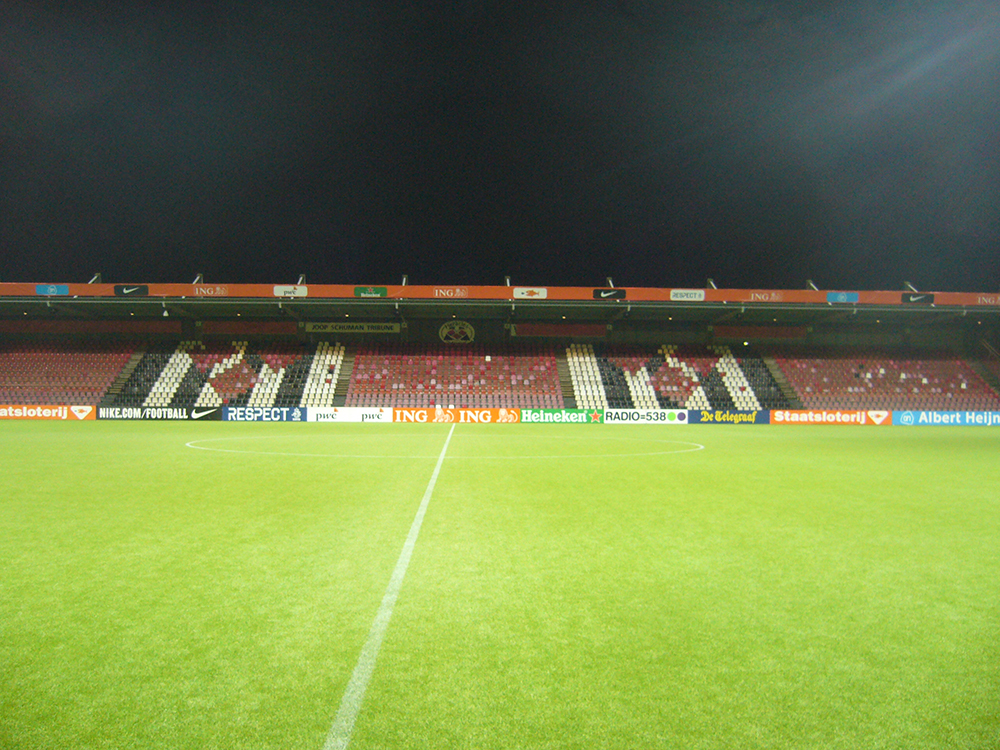